# Gyulaháza
Gyulaháza község Szabolcs-Szatmár-Bereg vármegyében, a Kisvárdai járásban.

## Fekvése
Gyulaháza a Közép-Nyírség északkeleti részén fekszik.

### Megközelítése
Legfontosabb közúti megközelítési útvonala a 4106-os út, amely végighalad a központján, ezen érhető el Nyírmada és a 41-es főút felől. Nyugati külterületei között elhalad a 4105-ös út is, amely Baktalórántháza és Kisvárda térsége között húzódik.

## Története
A település feltehetően már az őskorban is lakott terület volt; több, ebből az időből származó régészeti leletet is feltártak.
A település névadója Gyula vezér, akit a község első birtokosaként tartanak számon.
Nevét az Ibrányi család levéltárában őrzött, 1462-ből származó oklevél említi először. Birtokosa ekkor a Gyulaházy család volt.
A 15. században a Petneházy család volt birtokosa.
A 19. század első felében már több birtokosa is volt: a Berczik, Vitéz, Csiky, Uzonyi, Mezőssy, Harsányi, Ilosvay, Horváth, Gyulay, Jármy, Czóbel, Barla és Vékey család birtoka volt.
1823-ban egy nagy tűzvészben majdnem a fél falu leégett.
A 20. század elején a Barkóczy és a Liptay családoknak volt itt birtoka.
Gyulaháza község szerepköre a történelem folyamán hol nagyobb, hol kisebb. A legnagyobb jelentőséggel a középkorban bírt, de még 1950-ben is nagyközségi rangja volt, viszont alig három évtizeddel később csak véletlennek köszönhette önállósága fennmaradását.

## Közélete

### Polgármesterei
- 1990–1994: Bardi Béla (független)[3]
- 1994–1998: Bardi Béla (független, 35,85% érvényes részvételi arány mellett 100,00% támogatottsággal megválasztva)[4]
- 1998–2002: Bardi Béla László (független, 41,94% érvényes részvételi arány mellett 100,00% támogatottsággal megválasztva)[5]
- 2002–2006: Bardi Béla (független, 41,94% érvényes részvételi arány mellett 100,00% támogatottsággal megválasztva)[6]
- 2006–2010: Bardi Béla László (független, 46,37% érvényes részvételi arány mellett 100,00% támogatottsággal megválasztva)[7]
- 2010–2014: Bardi Béla László (független, 43,49% érvényes részvételi arány mellett 100,00% támogatottsággal megválasztva))[8]
- 2014–2019: Bardi Béla László (független, 33,70% érvényes részvételi arány mellett 100,00% támogatottsággal megválasztva)[9]
- 2019–2024: Bardi Béla László (független)[10] 34,48% érvényes részvételi arány mellett 100,00% támogatottsággal megválasztva)[11]
- 2024– : Bardi Béla László (független; 63,23 %-os részvételi arány mellett, két jelölt közül 53,26 %-os szavazati aránnyal megválasztva)[1]

Érdekesség, hogy a települést vezető Bardi Béla 1976 óta (vagyis 49 éve) megszakítás nélkül Gyulaháza első embere; mindössze 22 évesen került tanácselnökként a település élére, és azóta minden választás után megtarthatta mandátumát. Azóta, hogy Pásztor Béla 2023. február 28-án távozott Veresegyház polgármesteri székéből, ő Magyarország leghosszabb ideje hivatalban lévő településvezetője.

### Országgyűlési képviselői
- 2018–2022: Dr. Seszták Miklós (Fidesz-KDNP)[12]

## Népesség
A település népességének változása:
| Lakosok száma | 1939 | 1946 | 1938 | 1871 | 1772 | 1781 | 1749 |
|               | 2013 | 2014 | 2015 | 2021 | 2022 | 2023 | 2024 |

2001-ben a település lakosságának 98%-a magyar, 2%-a cigány nemzetiségűnek vallotta magát.
A 2011-es népszámlálás során a lakosok 93,3%-a magyarnak, 2,5% cigánynak, 0,2% románnak, 0,4% ukránnak mondta magát (6,7% nem nyilatkozott; a kettős identitások miatt a végösszeg nagyobb lehet 100%-nál). A vallási megoszlás a következő volt: római katolikus 14,6%, református 56,9%, görögkatolikus 8,4%, felekezeten kívüli 3% (16,1% nem válaszolt).
2022-ben a lakosság 92,9%-a vallotta magát magyarnak, 4,4% cigánynak, 0,2% ukránnak, 0,1-0,1% németnek, románnak és ruszinnak, 1,6% egyéb, nem hazai nemzetiségűnek (6,9% nem nyilatkozott; a kettős identitások miatt a végösszeg nagyobb lehet 100%-nál). Vallásuk szerint 11% volt római katolikus, 49,5% református, 8,7% görög katolikus, 1,2% egyéb keresztény, 0,2% evangélikus, 4,3% felekezeten kívüli (22,9% nem válaszolt).

## Nevezetességei
- Református templom - 1833-ban épült.

## Egyesületek
- Egészség- és Családvédő Egyesület
- Sportegyesület
- Gyulaháza Múltjáért és Jövőjéért Alapítvány

## Díszpolgárok
- Farkas Bertalan (1949–) az első magyar űrhajós – a község szülötte
- Kozma Pál (1920–2004) kertészmérnök, szőlőnemesítő, az MTA tagja, a község szülötte.

## Külső hivatkozások
- Gyulaháza Önkormányzatának honlapja
- Othello Gyulaházán a Színházi Adattárban